# Kinokoncert 1941 goda
Kinokoncert 1941 goda (Киноконцерт 1941 года) è un film del 1941 diretto da Isaak Menaker, Adol'f Minkin e Gerbert Moricevič Rappaport.